# Noureddine Naybet
Noureddine Naybet (ar.:نور الدين نبيت; ur. 10 lutego 1970 w Casablance) – były marokański piłkarz grający na pozycji środkowego obrońcy.
Grał w takich klubach jak Wydad Casablanca (1989–1993), FC Nantes (1993–1994), Sporting CP (1994 1996), Deportivo La Coruña (1996–2004) i Tottenham Hotspur (2004–2006).
Z reprezentacją Maroka wystąpił na mistrzostwach świata w 1994 r. 1998 r. a także na Letnich Igrzyskach Olimpijskich w 1992 r. W barwach swojego kraju rozegrał 115 meczów strzelając przy tym 2 bramki.